# Chrysosplenium lanuginosum
Chrysosplenium lanuginosum är en stenbräckeväxtart som beskrevs av Joseph Dalton Hooker och Thoms.. Chrysosplenium lanuginosum ingår i släktet gullpudror, och familjen stenbräckeväxter.

## Underarter
Arten delas in i följande underarter:
- C. l. ciliatum
- C. l. formosanum
- C. l. gracile
- C. l. pilosomarginatum